# Wolfgang John
Wolfgang John est un ancien footballeur allemand né le 14 janvier 1945 à Berlin. 
Après des débuts en Autriche, il joue majoritairement en Allemagne et tente sa chance une saison en Belgique.

## Biographie

### Début de carrière
L'attaquant fait d'abord ses classes avec l'ASK Vörwärts (Armeesportklub), déménagé de Leipzig à Berlin-Est par la volonté des dirigeants politiques est-allemands.

### Exil politique
En 1966, alors qu'il n'a que 21 ans, il fuit l'Allemagne de l'Est pour l'Autriche, sous le couvert d'un uniforme de l'Armée américaine.
Il rouve alors de l'embauche à l'Austria Vienne. Il reste dans ce club jusqu'en 1969 mais n'apparait jamais en championnat d'Autriche.

### Retour à Berlin...-Ouest
En 1969, W. John rentre à Berlin, mais dans la partie occidentale de la ville. Il joue pour le  qui termine troisième de la Regionallige Berlin (équivalent deuxième niveau), n'étant devancé qu'à la différence de but pat le Tennis Borussia pour la place de vice-champion et l'accès au tour final vers la Bundesliga. Les bonnes prestations du « réfugié politique » (21 buts en autant de matchs) lui valent un transfert vers le 1. FC Cologne.
Sur les bords du Rhin, l'entraîneur Ernst Ocwirk ne l'aligne pas et John ne fait qu'une apparition en Bundesliga. En 71-72, il est de retour à Berlin-Ouest, mais cette fois sous la vareuse du Blau-Weiß 90 Berlin. Le club décroche la troisième place de la Regionalliga. Durant cette saison, Wolfgang John empile 39 buts en 33 sélections.

### Aventure belge
En 1972, Wolgang John débarque sur les bords de la Meuse au Royal Standard de Liège, troisième du dernier championnat de Belgique et qualifié pour la Coupe des Coupes en tant que finaliste (défaite 1-0) de la Coupe de Belgique contre le champion Anderlecht.
Mais l'aventure européenne tourne court avec une élimination d'entrée contre le Sparta Prague. En championnat les "Rouches" sont dans le coup et terminent à la deuxième place, tout en atteignant la Finale de la Coupe de Belgique. John est apprécié par les fans qui aiment sa fougue et son engagement. Mais l'attaquant allemand ne reçoit pas beaucoup de temps de jeu de la part de l'entraîneur yougoslave Vladimir Marković. Pourtant, il marque 5 buts en seulement 8 apparitions.

### Retour à Berlin
Après sa déception belge, W. John retrouve embauche dans un troisième cercle berlinois, cette fois le SC Wacker 04. Il participe à la dernière saison de la Regionalliga en tant que "Division 2". Classé deuxième, Wacker 04 prend part au tour final pour la montée en Bundesliga mais ne s'y classe que cinquième sur cinq d'un groupe gagné part le RW Essen. Touefois le club est repêché pour devenir un des fondateurs de la nouvelle Zweite Bundesliga série Nord. 
En 1974-1975, Wolfgang John et le "Wacker 04" terminent 13e sur 20, loin de place descendantes. John inscrit 29 des 54 buts réussit par son club en championnat.
Le joueur met un terme à sa carrière professionnelle après une dernière pige, en 1976 avec le FC St Pauli toujours en 2. Bundesliga Nord.

## Palmarès
- Finaliste de la Coupe d'Allemagne en 1971 (ne joue pas) avec le 1. FC Köln.
- Finaliste de la Coupe de Belgique en 1973 (1 but) avec le R. Standard CL.
- Vice-champion de Regionalliga Berlin 1974 (D2) avec le SC Wacker 04.